# Shumen

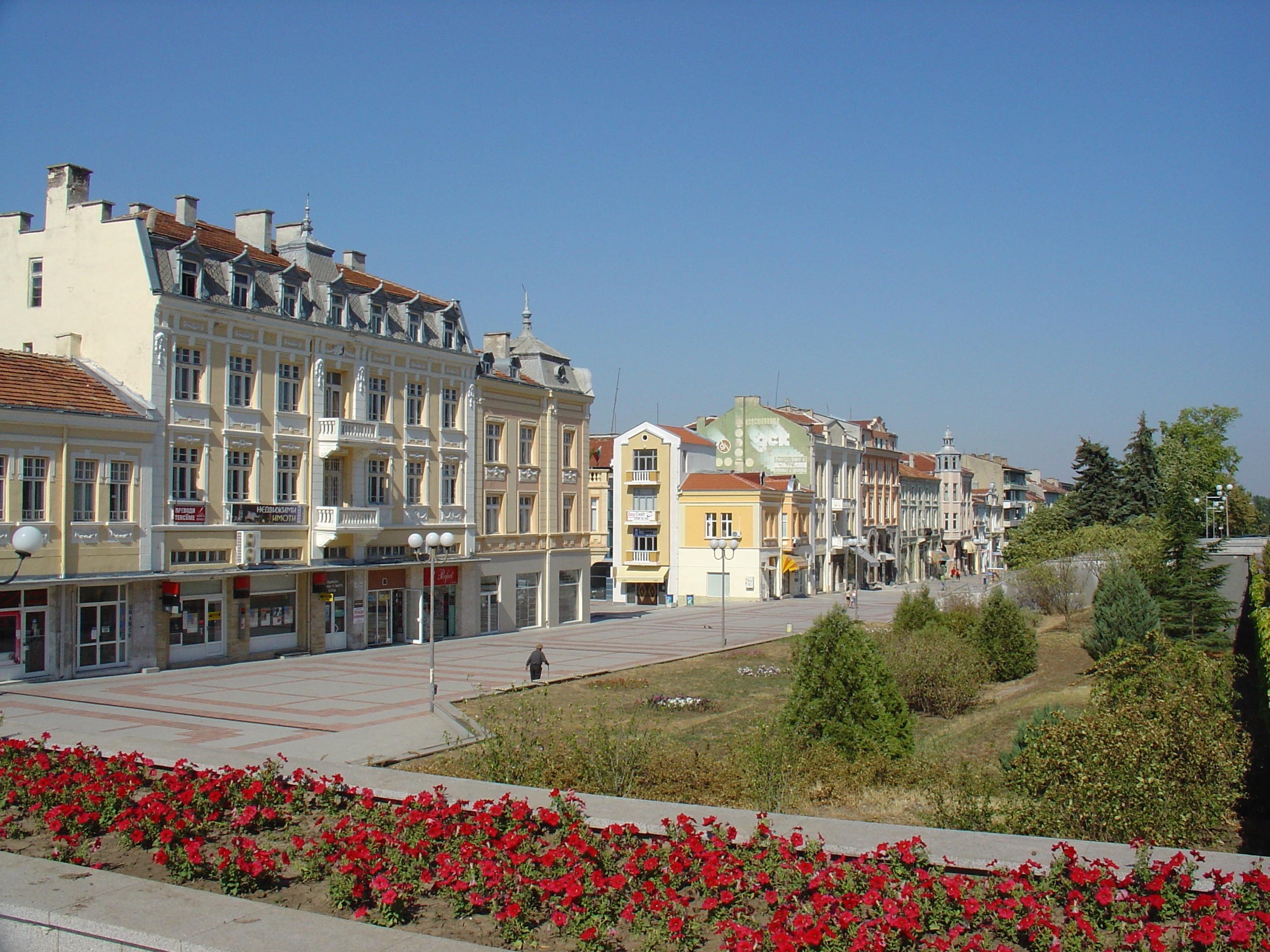
O centro de Shumen.

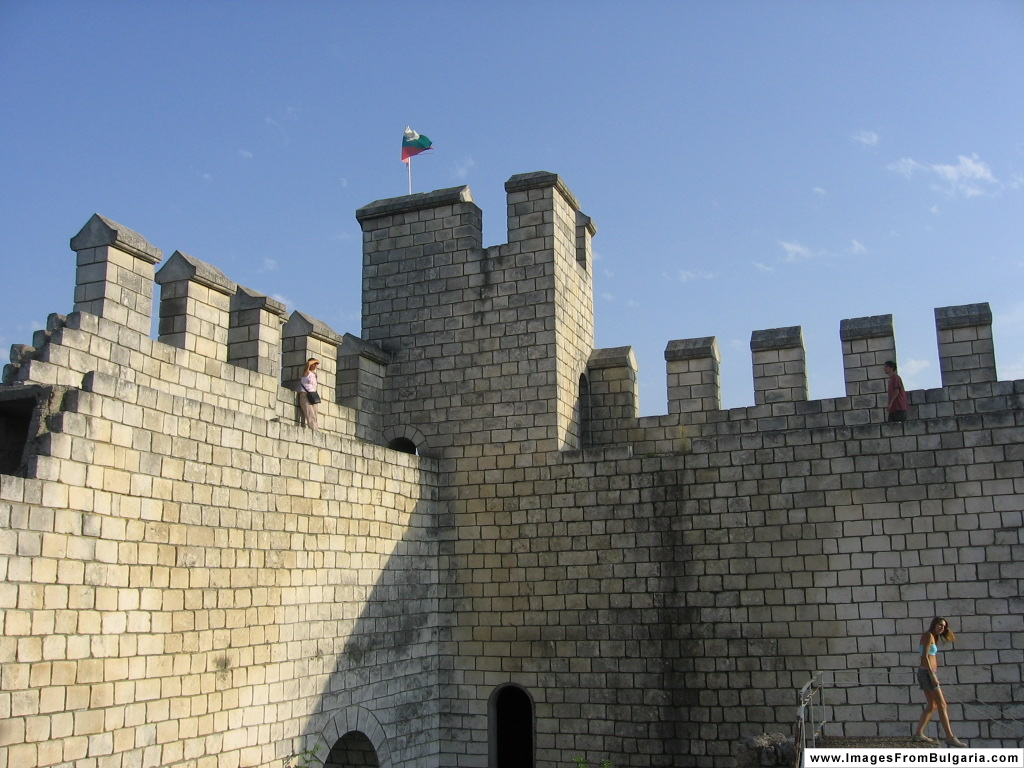
Uma fortaleza de Shumen.

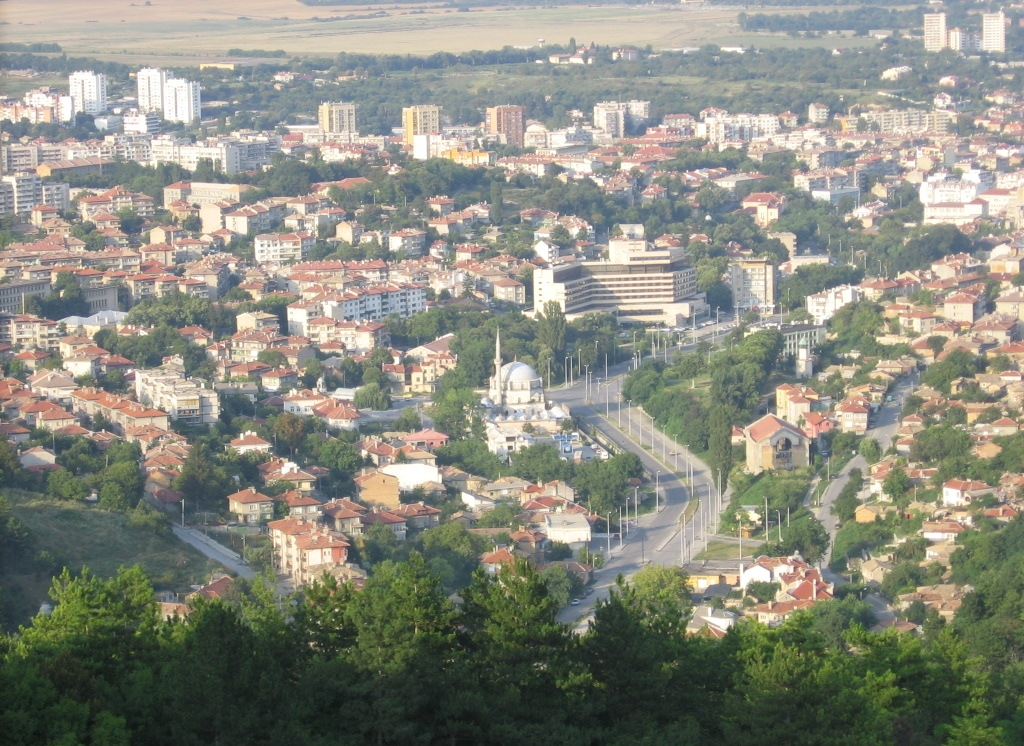
Vista sobre a cidade.

Shumen ou Šumen (em búlgaro:  Шумен) é uma cidade da Bulgária localizada no distrito de Shumen.

## População
| Shumen | Shumen | Shumen | Shumen | Shumen | Shumen | Shumen | Shumen | Shumen  | Shumen | Shumen | Shumen | Shumen | Shumen | Shumen | Shumen | Shumen | Shumen | Shumen | Shumen |
| --- | ------ | ------ | ------ | ------ | ------ | ------ | ------ | ------- | ------ | ------ | ------ | ------ | ------ | ------ | ------ | ------ | ------ | ------ | ------ |
| Ano | 1887   | 1910   | 1934   | 1946   | 1956   | 1965   | 1975   | 1985    | 1992   | 2001   | 2002   | 2003   | 2004   | 2005   | 2006   | 2007   | 2008   | 2009   | 2010   |
| População |        |        |        | 31,327 | 41,546 | 59,293 | 83,505 | 100,116 | 93,390 | 89,214 | 88,966 | 88,115 | 87,200 | 86,774 | 86,381 | 86,954 | 86,735 | 86,978 | 86,824 |
| Fontes: Instituto Nacional de Estatísticas, „citypopulation.de“, „pop-stat.mashke.org“, Bulgarian Academy of Sciences |        |        |        |        |        |        |        |         |        |        |        |        |        |        |        |        |        |        |        |